# セマウル号
セマウル号（セマウルごう）は、韓国鉄道公社（KORAIL）の列車の種別。「セマウル」とは「新しい村」の意で、朴正煕政権が推進したセマウル運動にちなむ。2000年代初頭まで韓国を代表する優等列車であったが、韓国高速鉄道（KTX）や後継の種別となる「ITX-セマウル」の登場によって運行範囲が縮小され、2015年以降は長項線でのみ運行されている。

## 概要
セマウル号の原型は1969年に登場した超特急・観光号で、1974年の首都圏電鉄（広域電鉄）開業に合わせて現行名に改称した。ただし、セマウル運動の推進者であった朴正煕が暗殺されたため、政治的影響によって1980年から1984年までの間は名称が廃止されて名無しの「超特急」となっていた。

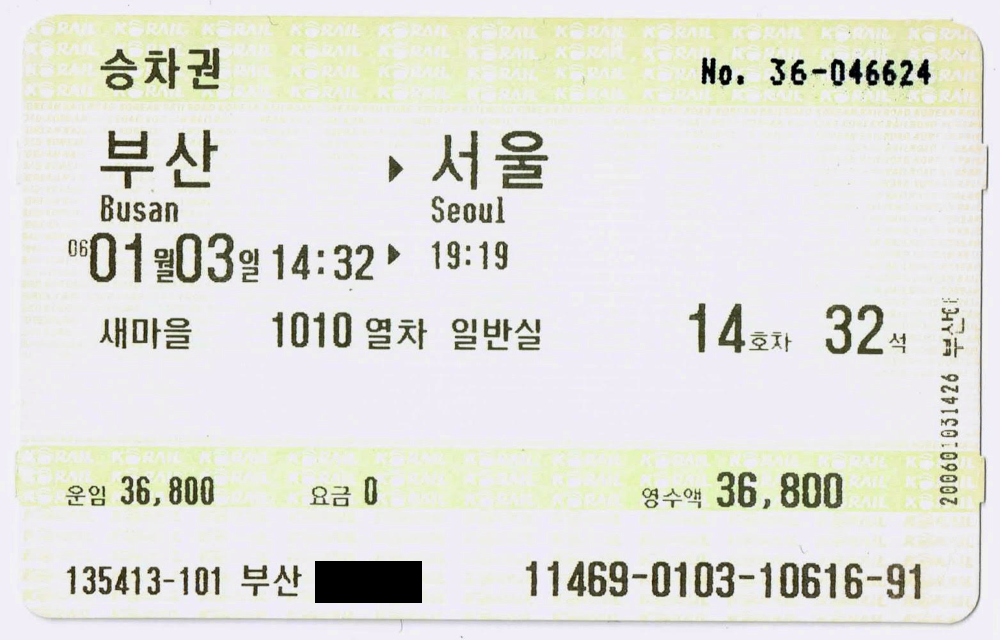
2006年当時のセマウル号のチケット

韓国高速鉄道（KTX）開業以前の最優等列車で、客室はJRのグリーン車にあたる特室と普通車にあたる一般室がある。かつてはソウルと地方都市を結ぶ主要路線を網羅しており、京釜線では18往復が設定され、最速列車はソウル - 釜山を4時間10分で結び、途中停車駅も大田と東大邱のみであった。2004年のKTX開業以降は最優等列車としての座を譲り渡し、地方の中心駅への停車や運行本数の見直しなど抜本的な改革が行われた。
運行される列車はディーゼル機関車牽引による客車のみであるが、1987年から2013年1月まではプッシュ・プル方式の気動車（PP動車）による運用も存在した。両者はほぼ同一で内装も変わらない（ただしPP動車のエンジンのある先頭と最後尾車両の客席については振動と騒音が大きく、長時間乗車には不向きであった）。全列車が座席指定席であり、自由席は2000年ごろから1両だけ設定したが短期間で廃止された。その後2011年1月現在、平日に限り5号車1両を自由席として運用している。
塗装は旧型客車と9201系動車（下記）が白地に窓周りが青の帯、ステンレス客車は青帯に白のアクセントが入っていた。PP動車（下記）は先頭車の運転席からボンネットにかけてが赤、それ以外はステンレス客車と同じだったが、後に両者とも緑と黄色の帯に塗り替えられた。その後韓国鉄道庁の公社化（KORAILへの移行）に伴い、黄色・白・紺の帯に塗り替えられている。
2014年5月12日より当列車の後継として、210000系電車を使用したITX-セマウルが運行を開始し、同年6月30日には非電化区間のある中央線・東海南部線・長項線を除いた全てのセマウル号がITX-セマウルに置き換えられた。その後、中央線のセマウル号は2014年11月1日に運行区間短縮の上ITX-セマウルに置き換えられ、東海南部線での運行も2015年4月1日をもって終了した。
以降は長項線の列車（龍山 - 益山）が唯一の運行路線となり、2018年4月30日には老朽化した従来の客車での運行を終了。翌5月1日からはモノクラス化の上、ムグンファ号客車をセマウル号仕様に改造した客車（リミット車タイプをITX-セマウルと同一塗装に塗り替えたもの。但し電源車は以前からのものをそのまま流用）に置き換えて運行されている。
2021年1月4日、文在寅大統領は全てのディーゼル機関車牽引による旅客列車を、2029年までにKTX-イウム（150000系）に置き換える方針を発表した。これにより、全列車がディーゼル機関車牽引であるセマウル号は2029年までに消滅する見通しである。

## 運行路線
- 長項線（京釜線直通）：龍山 - 天安経由 - 益山間（1日5往復）

### 停車駅
龍山駅 - 永登浦駅 - 水原駅 - （平沢駅） - 天安駅 - 牙山駅 - 温陽温泉駅 - （新礼院駅） - 礼山駅 - （挿橋駅） - 洪城駅 - 広川駅 - 大川駅 - 熊川駅 - 舒川駅 - 長項駅 - 群山駅 - 益山駅
- （　）は一部列車停車。

## セマウル号の気動車

### DEC
セマウル号に最初に登場した気動車は、9201系ディーゼル動車（当初は201系）DECで、5両編成2本が1980年からソウル～全州の間で運行したが、数年で廃止され、車両はその後ムグンファ号に転用された。詳細はムグンファ号の記事参照。

### DHC

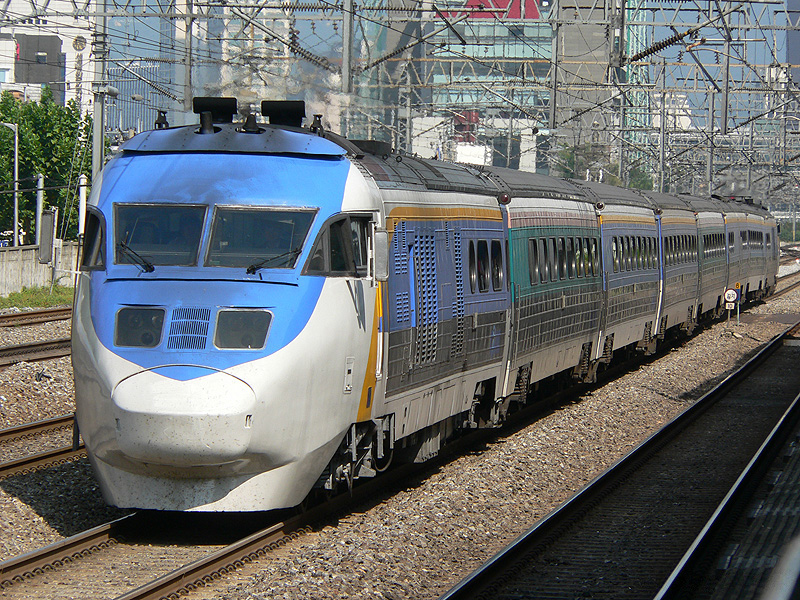
セマウル号の気動車

1987年から2013年まで運行されていた2代目の気動車は全てプッシュ・プル気動車DHC (Diesel Hyduralic Car)であり、プッシュ・プルを略してPP動車とも呼ばれている。両端の先頭車のうち半室が機関室（PMCと呼ぶ）で残りが客室であり、中間車は付随車で、集中動力方式であり、気動車というよりは狭い客室を備えたディーゼル機関車と客車の組合せによる編成と考えてもよい。ただ、PP動車は力が弱く山岳路線に不向きだったため、勾配のきつい路線では大出力の機関車を利用した客車編成である。最高速度はいずれも140km/h。先頭車PMCにはドイツ製大出力エンジンを2基搭載している。そのためPMCの客室は騒音と振動が激しいが、中間車は無動力なので非常に静かである。2013年1月5日をもって気動車編成による運行を終了、両端先頭車は廃車となり、中間付随車については機関車牽引による客車として引き続き使用されていたが、老朽化に伴い、2018年4月30日をもって運行を終了した。
101系（当初は211系）は1987年導入。大宇重工業製で6両編成2本、5両編成2本の22両が製造された。先頭車101型と付随車301・501型が一般室、601型は特室と食堂が半室ずつで構成されている。5両編成2本は111系増備の際に6両編成化された。

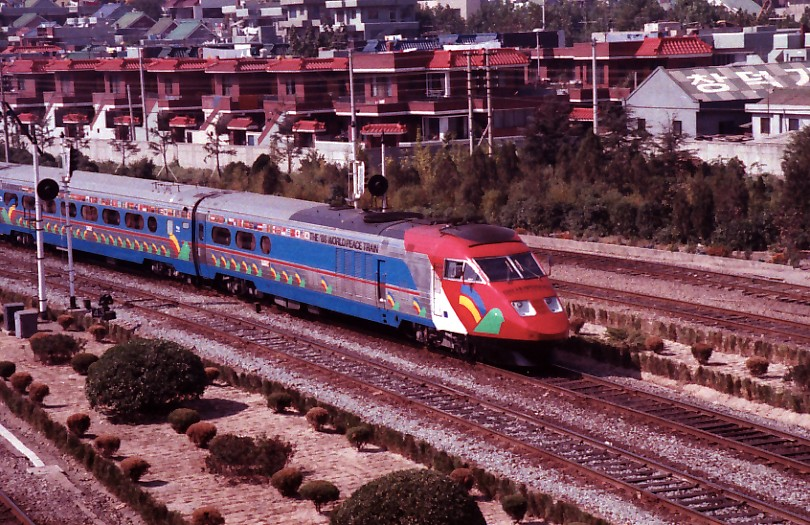
登場当時の111系。1988年に運行された「世界平和列車」の装飾つき。

111系（当初は231系）は1988年導入。101系に比べ出力を30パーセントアップした。大宇、現代精工、韓進重工業によって製造された。こちらは8両編成で、9両編成や2編成をつないだ16両編成も可能で、柔軟な運用に対応している。先頭車111型、付随車の301・501・521・571型が一般車、特室は611・681型、食堂車は801型である。国鉄による導入だけではなく、政府資金による調達車両を、国鉄で借り受けるリース方式による車両も多く、それによって急速かつ大量に導入することが出来た。
251系は1992年導入の8両全特室編成で、基本性能は111系と変わらない。先頭車251型、付随車の701・751・781は全て特室、食堂車は871型である。こちらもリース方式で導入された車両が多い。
111・251系416両、101系22両を合わせて、合計438両が在籍していた。その後、踏切事故などで3両が廃車され、代替として2001年に4両が新造された。2003年には西大田駅付近で発生した陸橋落下による脱線事故で4両が廃車となった。
廃車後は数両が静態保存されている。111系126号（京釜線清道駅で保存）と130号（大田鉄道車両管理段で保存）は韓国鉄道公社による鉄道記念物に指定されている。

### 慶福号
DHCの車体を流用した、大統領や国賓を輸送するVIP専用車両である。4両編成2本の存在が明らかとなっているが、保安上の理由から内装等の詳細は非公表であり、また大韓民国政府の保有である。外観は先頭形状が幾分異なる以外は、DHCと変わらない。主に国内輸送に用いられ、金大中大統領がブッシュ米大統領を伴って都羅山駅と南北鉄道連結事業を視察した際にも利用された。

## セマウル号の客車

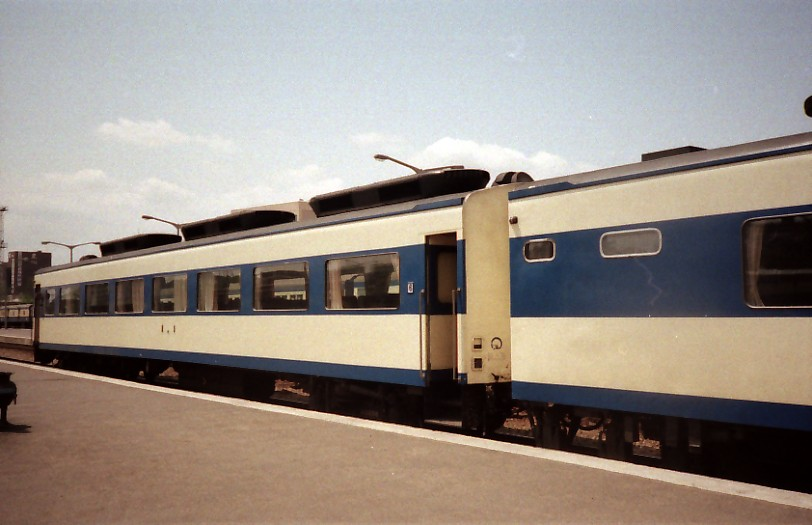
初期のセマウル号の鋼製客車、1988年撮影

かつて観光号で使われた車両は1969年以降に製造された車両で、日本の客室設備を参考にしていたため、新幹線0系車両に塗色が似ていた。ステンレス製車両の導入により、旧型客車は全てムグンファ号に格下げされた。
現在の客車は1986年から1991年にかけて、7000形機関車と共に製造されたもので、157両が登場した。車体はステンレス製で高速走行が可能なように足回りも強化してある。外観も内装も、続いて登場したPP動車（上記）の中間車と全く変わらない。
1992年からPP動車を大量に導入したため、このステンレス新型客車にも余剰車両が発生し、1993年に56両がムグンファ号に再び格下げとなった。ムグンファ号に格下げされた56両は「流線型」と称され、全特室列車として運行したが、2004年のKTX開業と共に定期運用から外れた。1999年と2001年に増発用として計14両（食堂車2）が新たに導入され、総数115両となっている。
ステンレス客車の内、定期運用から外れた食堂車だけで編成されるイベント列車「ワイントレイン」も臨時・団体列車で運行されているが、2018年の長項線セマウル号置き換えに伴い、ムグンファ号及びITX-セマウルに転用される一部の電源車以外は、耐用年数を超える事からすべて廃車される予定となっている。